# Битва при Нігрії
Битва при Ніхрії стала кульмінацією бойових дій між хетами та ассирійцями за контроль над залишками колишнього царства Мітанні у Верхній Месопотамії в другій половині 13 століття до нашої ери.
Коли хетський цар Суппілуліума I (1344—1322 рр. до н. е.) завоював Мітанні, він створив дві провінції (Алеппо і Каркемиш), а значну частину територій цього царства розподілив між своїми союзниками. Решта територій царства Мітанні зберегла свою незалежність як хетська васальна держава під назвою Ханігальбат. Під час правління хетського царя Мурсілі III (більш відомого як Урхі-Тешшуб) Ханігальбат був підкорений ассирійцями, які тепер просунулися до східного берега Євфрату. Коли Хаттусілі III (1267—1237 рр. до н. е.) витіснив свого племінника Муршилі III і захопив хеттський трон, йому довелося задовольнитися остаточною втратою Ханігальбату на користь ассирійцям, попри його колишній статус хетської васальної держави. Однак, ассирійці неодноразово стикалися з протидією з боку своїх нових васалів, царів Ханігальбату, які, природно, вважали хетів своїми союзниками.
Втручання Ассирії в північно-західну Месопотамію продовжилося за правління короля Шульману-ашареда I і прискорило кризу з Хатті. Хетти вважали втручання Ассирії явним нападом на кордони своєї імперії і взялися за зброю під проводом царя Тудгалії IV (1237—1209 рр. до н. е.), сина та наступника Хаттусілі. Це призвело до великої битви, відомої сьогодні як Битва при Ніхрії, нібито між Тудгалією (названий у KUB XXIII 99 і RS 34.165) і Шулману-ашаредом (названий у KUB XXIII 99 і KBo XVIII 24). Угаритський лист RS 34.265, у якому описуються подробиці кампанії та її результатів, було надіслано Шулману-ашаредом хетському васальному царю Угариту.
Інформація про конфлікт, що міститься на хетській табличці KBo IV 14, була інтерпретована Немировським, щоб показати, що битва мала відбутися приблизно за десять років до кінця правління Шулману-ашареда (яке він датує 1264—1234 роками до н. е.), і що це може вимагати вибору єгипетської «середньої хронології» для приходу на престол Рамзеса II, поміщаючи його в 1290 р. до н. е., а не в 1279 р. до н. е.
Однак, багато вчених тлумачать битву під Ніхрією як конфлікт між Тудхалією IV і сином і наступником Шулману-ашареда Тукульті-Нінуртою I, чиї написи вихваляються його нападом на хетів, ассирійці перетнули Євфрат, в результаті чого його депортація ймовірно 28800 хетських підданих до Ассирії. Ці інтерпретації припускають, що розірваний текст KBo XVIII 99 посилався на «Тукульті-Нінурту сина Шулману-ашареда», коли він був неушкодженим.

## Розташування
Джаред Міллер показав, що давня ідея про те, що Ніхрію слід ототожнювати з регіоном Наїрі вздовж Верхнього Тигру, є помилковою. Відповідно до інформації, що міститься в листах Марі та Дур-Катлімму, Ніхрія була розташована в регіоні Верхній Баліх. Зокрема, Міллер припустив, що Ніхрію слід шукати в межах приблизно 50 км від Шанлиурфи (Едеса) або Харрана. Массімо Форланіні запропонував розташувати Ніхрію в Лідар Хююк біля Євфрату, трохи на схід від переходу до Самосати . Міллер вважав це занадто далеко на північ і схід і занадто близько до Євфрату, погоджуючись, що Шанлиурфа повинна лежати десь між Харраном і Євфратом. Привабливий кандидат, який спочатку запропонував Міллер, важливе місце Казане Хююк на території сучасної Шанлиурфи, Гойко Баржамович і Міллер вважають непридатним, які відзначають, що воно мало докази значного заселення епохи ранньої та середньої бронзи, але, схоже, були залишені в епоху пізньої бронзи. Альтернативними місцями розміщення Ніхрії, запропонованими Баржамовичем, є великі кургани в Турні (колишній Карюк) і Телгоран (Телгорен, нині Йолларбаші) приблизно за 66-77 км на схід-північний схід від Шанліурфи.

## Результат
Конфлікт між двома великими державами відбувся поблизу Ніхрії, де ассирійці здобули вирішальну перемогу. Ассирійська перемога сколихнула Хеттську державу до основи, оскільки її цар Тудгалія IV зіткнувся з кількома внутрішніми повстаннями проти свого правління. Тудгалія IV зрештою подолає всі ці виклики своїй владі та збереже царство Хатті. Військові дії між Ассирією та Хатті тривали приблизно п'ять років, перш ніж було укладено та збережено мир.